# Будущее Вселенной

Сценарии дальнейшего развития Вселенной в зависимости от космологических параметров: плотности материи и космологической постоянной. Практически горизонтальная прямая разделяет бесконечное расширение (выше) и Большое сжатие (ниже). Разноцветные закрашенные области обозначают ограничения на параметры, задаваемые различными наблюдательными данными: реальная величина параметров должна находиться на их пересечении или поблизости.

Бу́дущее Вселе́нной — вопрос, рассматриваемый в рамках физической космологии. Различными научными теориями предсказано множество возможных вариантов будущего, среди которых есть мнения как об уничтожении, так и о бесконечной жизни Вселенной.
После того как теория о создании Вселенной посредством Большого взрыва и её последующем быстром расширении была принята большинством учёных, будущее Вселенной стало вопросом космологии, рассматриваемым с разных точек зрения в зависимости от физических свойств Вселенной: её массы и энергии, средней плотности и скорости расширения.

## Сценарии дальнейшей эволюции

Иллюстрация к сценарию Большого сжатия

Вселенная и в наши дни продолжает свою эволюцию, так как эволюционируют её части. Время этой эволюции для каждого типа объектов разнится более, чем на порядок. И когда жизнь объектов одного типа заканчивается, то у других всё только начинается. Это позволяет разбить эволюцию Вселенной на эпохи. Однако конечный вид эволюционной цепи зависит от скорости и ускорения расширения: при равномерной или почти равномерной скорости расширения будут пройдены все этапы эволюции и будут исчерпаны все запасы энергии. Этот вариант развития называется тепловой смертью.

В рамках этого варианта возможен сценарий Большого разрыва: для этого необходимо, чтобы для тёмной энергии параметр {\displaystyle w} космологического уравнения состояния был меньше −1. Такой случай называют фантомной энергией, и современные наблюдения не исключают его, но и не подтверждают. Плотность энергии фантомной энергии увеличивается с расширением Вселенной, так что в какой-то момент она будет сравниваться с массовой плотностью различных объектов, а значит, их собственные гравитационные силы не смогут удерживать их от распада. В первую очередь распадутся скопления галактик, затем ― сами галактики, звёздные скопления и другие звёздные системы. Со временем распадутся планеты и более мелкие объекты — мир вновь будет существовать в виде отдельных атомов, но затем распадутся и они. Что последует за этим, точно сказать невозможно: на этом этапе перестаёт работать современная физика.

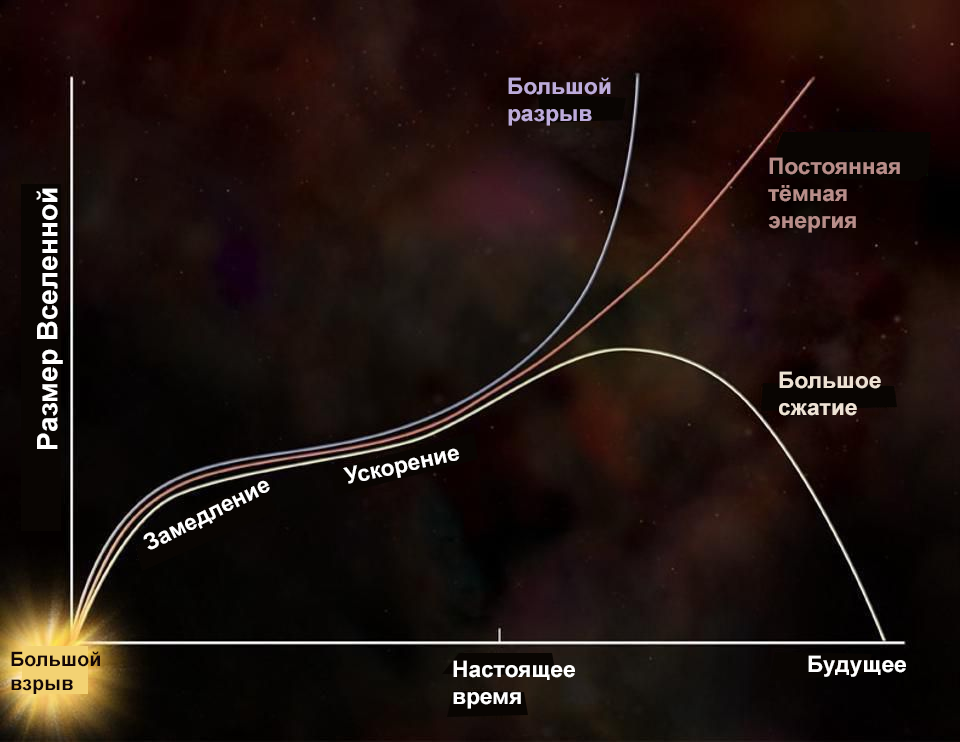
Изменение размеров Вселенной в будущем при Большом разрыве, при расширении без Большого разрыва и при Большом сжатии

Ещё один сценарий, в прошлом рассматриваемый, но ныне отвергнутый — Большое сжатие. Наблюдение вспышек далёких сверхновых звёзд свидетельствует об ускоренном расширении Вселенной и исключает Большое сжатие. Если бы плотность вещества во Вселенной была достаточно высокой, а тёмной энергии ― низкой или её бы не существовало, то расширение Вселенной бы замедлялось, а в какой-то момент бы прекратилось и перешло в сжатие. Эволюция и облик Вселенной определялись бы космологическими эпохами до того момента, пока её радиус не стал бы в пять раз меньше современного. Тогда все скопления во Вселенной образовали бы единое мегаскопление, однако галактики не потеряли бы свою индивидуальность: в них всё также происходило бы рождение звёзд, вспыхивали бы сверхновые и, возможно, развивалась бы биологическая жизнь. Всему этому пришёл бы конец, когда Вселенная сжалась бы ещё в 20 раз и стала в 100 раз меньше, чем сейчас; в тот момент Вселенная стала бы представлять собой одну огромную галактику. Температура реликтового фона достигла бы 274 К, и на планетах земного типа начал бы таять лёд. Дальнейшее сжатие привело бы к тому, что излучение реликтового фона затмит даже излучение центральных светил в планетных системах, а затем к испарению или разрушению самих звёзды и планет. Состояние Вселенной было бы похоже на то, что было в первые моменты её зарождения, а дальнейшие события ― на те, что происходили в начале, но идущие в обратном порядке: атомы распадались бы на атомные ядра и электроны, начало бы снова доминировать излучение, потом начали бы распадаться атомные ядра на протоны и нейтроны, затем распадались бы и сами протоны и нейтроны на отдельные кварки, случилось бы Великое объединение. В этот момент, как и в момент Большого разрыва, перестали бы работать известные нам законы физики, и дальнейшую судьбу Вселенной предсказать было бы невозможно.

## Космологические эпохи
Введём понятие космологической декады (η) как десятичный показатель степени возраста Вселенной в годах:

### Эпоха звёзд (6<η<14).
Нынешняя эпоха, эпоха активного рождения звёзд, закончится ровно в тот момент, когда галактики исчерпают все запасы межзвёздного газа; в это же время закончат свой путь и маломассивные звёзды — красные карлики, — полностью исчерпав свои источники горения.
Гораздо раньше потухнет Солнце. Но сначала оно превратится в красного гиганта, поглотив Меркурий и, вероятно, Венеру. Земля же, если не разделит их судьбу, раскалится настолько, что может быть похожа на нынешнюю планету COROT-7b и представлять собой сгусток лавы на дневной стороне.

### Эпоха распада (15<η<39)
Если в предыдущей стадии основные объекты Вселенной — звёзды, подобные нашему Солнцу, то в эпоху распада — белые и коричневые карлики, и совсем немного нейтронных звёзд и чёрных дыр. Обычных звёзд нет вообще, они все дошли до конечного этапа своей эволюции: белые карлики, нейтронные звёзды, чёрные дыры.
Если в прошлой стадии горение водорода было самым распространённым процессом, то в эту эпоху его место в коричневых карликах, да и идет оно гораздо медленнее. Ныне главенствуют процессы аннигиляции тёмной материи и распад протонов.
Галактики также сильно отличаются от нынешних: все звёзды уже неоднократно сталкивались друг с другом. Да и размер галактик значительно больше: все галактики, входящие в состав локального скопления, слились в одну.

### Эпоха чёрных дыр (40<η<100)
На этом этапе фактически всё вещество представляет собой море элементарных частиц. И лишь в некоторых уголках Вселенной продолжают жить нейтронные звёзды. На первый план выходят чёрные дыры.
За предыдущие декады они аккрецировали на себя вещество. В эту эпоху они только излучают. Основных механизмов тут два: столкновение двух чёрных дыр и последующее слияние высвобождает значительную гравитационную энергию, образуются гравитационные волны. Вторым механизмом является излучение Хокинга: благодаря своей квантовой природе, некоторым фотонам удаётся пробираться за горизонт событий. Вместе с фотоном чёрная дыра теряет и массу, а потеря массы ведет к ещё большему потоку фотонов. В какой-то момент гравитация больше не может удерживать кванты света под горизонтом событий, и чёрная дыра взрывается, выкидывая последние остатки фотонов.
Однако возможен и другой сценарий. Чёрные дыры могут образовывать свои скопления и сверхскопления, и точно также они будут сливаться. В итоге образуется гигантская чёрная дыра, которая будет жить фактически вечно. Возможно, под действием гравитации она разогреется до Планковской температуры и достигнет Планковской плотности и станет причиной очередного Большого взрыва, дав начало новой Вселенной.

### Эпоха вечной тьмы (η>101)
Это время уже без каких-либо источников энергии. Сохранились только остаточные продукты всех процессов, происходящих в прошлых декадах: фотоны с огромной длиной волны, нейтрино, электроны, позитроны и кварки. Температура приближается к абсолютному нулю. Время от времени позитроны и электроны образуют неустойчивые атомы позитрония, долгосрочная судьба их — полная аннигиляция.